# Charlotte Helene von Schindel
Charlotte Helene von Schindel, född 1690, död 1752 i Flensburg i Danmark, var mätress till kung Fredrik IV av Danmark.
Schindel var dotter till den tyske adelsmannen Wiglas von Schindel (död 1695) från Schlesien. Hon var husfröken, dvs hovdam åt en adelsdam, åt Elisabeth Helene von Vieregg, och hennes mor hade vårdnaden om kungens utomäktenskapliga son Fredrik Gyldenlöve. Hon inledde ett förhållande med Fredrik IV efter Viereggs död 1704. Paret brevväxlade 1708-09, och deras förhållande är säkert bekräftat från 1709. Kungen gav henne grevskapet Frederiksholm, vilket var ett offentligt erkännande av henne som mätress. År 1709 planerade kungen att gifta sig med henne, liksom han hade gjort med hennes företrädare Vieregg, men dessa planer väckte stort motstånd från kyrkan då de blev kända. Kungen rådfrågade prästerskapet om även kungar var underställde förbudet mot bigami, och fick svaret att polygami var förbjudet för alla. Äktenskapsplanerna blev därför uppgivna. Hon födde 1710 en dotter, som avled efter några månader. Enligt det brittiske sändebudet var hon ansvarig för att hovpartiet Gyldenlöve återigen favoriserades av monarken, sedan det förlorat inflytandet efter Viereggs död.  
Då Frederik IV år 1711 inledde ett förhållande med Anna Sophie Reventlow, upphörde relationen, och Charlotte Helene von Schindel fick befallning att lämna hovet och bosätta sig på sitt gods på Själland. Hon reste dock i stället till Fyn, där hon hävdade att hon var gravid med kungens barn. Det visade sig dock att hon inte var gravid, och hon fick ändå ge sig av till sitt gods på Själland. Hon tackade också nej till kungens erbjudande om ett arrangerat äktenskap. Schindel levde ett livligt sällskapsliv på sitt gods och inledde ett förhållande med Ernst G. Bülow, amtmand på Antvorskov, som hon också fick ett barn med. Paret misslyckades med att hålla födseln hemlig, och då kungen fick höra talas om saken fick de genast tillstånd att gifta sig, vilket de gjorde den 9 februari 1716. 
Strax därefter förlorade hon sitt grevskap men fick som ersättning ett underhåll. Omgiftet av en tidigare mätress betraktades som besvärligt eftersom det lätt skapades rykten om att hennes barn var monarkens, och hela affären tilldrog sig så mycket uppmärksamhet att paret fick order att lämna Danmark. De bosatte sig då i Holstein. Efter makens död 1721 levde hon med sin syster i Schlesien och därefter i Berlin, innan hon bosatte sig i Flensburg i Danmark 1750.